# Liste der Monuments historiques in Aizenay
Die Liste der Monuments historiques in Aizenay führt die Monuments historiques in der französischen Gemeinde Aizenay auf.

## Liste der Bauwerke
| Bezeichnung         | Beschreibung              | Standort | Kennzeichnung | Schutzstatus | Datum | Bild           |
| ------------------- | ------------------------- | -------- | ------------- | ------------ | ----- | -------------- |
| Kirche St-Benoît    | Erbaut 1904/05            | (Lage)   | PA85000028    | Inscrit      | 2007  | weitere Bilder |
| Logis de Bonnefonds | Erbaut im 16. Jahrhundert | (Lage)   | PA00132743    | Inscrit      | 1994  |                |

## Liste der Objekte
- Monuments historiques (Objekte) in Aizenay in der Base Palissy des französischen Kultusministeriums